# インデックスファンド
インデックスファンド（英語: Index fund）とは、ファンドの基準価額がある指数（インデックス）と同じ値動きを目指す運用をする投資信託や上場投資信託（ETF）のこと。パッシブファンド（英語: Passive fund）とも呼ばれる。対義語はアクティブファンド。手数料が安く、長期投資では大部分のアクティブファンドや個別株を上回る成績を挙げることができる。
通常当該ファンドがベンチマークとする株価指数に採用されている銘柄群と全く同様の銘柄構成を採り、各企業の株式のファンドへの組み入れ比率も株価指数への影響度に比例した割合となる。
また株価指数の銘柄入れ替えが発生した際には、当該ファンドも指数の対象から外れた企業の株式を売却し、新たに指数に採用された企業の株式を購入する動きを取ることから、指数から外れた企業にとっては株価の下落要因に、新規採用企業にとっては株価の押し上げ要因となる。

## 歴史、背景、理論
投資信託におけるほとんどのアクティブファンド運用成果は、インデックスファンドに及ばない。このことは学界では知られていたが、バートン・マルキール（Burton Malkiel）の著書『ウォール街のランダム・ウォーカー』（A Random Walk Down Wall Street)によって一般に広く知られることとなった。「そうだとしてもインデックスに直接投資することはできないのではないか」という反応に対し、マルキールは「そのうちできる」と答えた。
1975年12月31日、バンガード・グループの創業者ジョン・ボーグルによって、初のインデックスファンド「バンガード500インデックス・ファンド」が設定された。このファンドは次第に人気を呼び、2000年にはフィデリティ・インベストメンツが運用していたマゼラン・ファンド（おそらく世界で最も著名なアクティブファンド）を純資産額で追い越した。
金融庁が2020年6月19日に発表した資産運用業高度化プログレスレポート2020によると、シャープレシオで比較したときに、信託報酬をとる前の状態ですら、パッシブ運用の投資信託は0.42なのに対して、アクティブ運用の投資信託は0.29であり、パッシブ運用の方が投資成績が良い。更に、アクティブ運用の方が信託報酬手数料が高いため、それを加味すると、パッシブ運用は0.40、アクティブ運用は0.20で、更にアクティブ運用の成績は悪くなる。プロフェッショナルによるアクティブファンドは、売買することでより成績を悪化させているが、悪化させたのに手数料をもらっているという状況にある。
ウォーレン・バフェットは、多くの投資家にとっては手数料の低いインデックスファンドに投資することが賢明な選択であると述べている。

## インデックスファンドの構成方法
インデックスファンドの構築方法には主に以下の3つの手法がある。
完全法
株価指数を構成する銘柄全てをインデックス構成比率に従って売買する方法。インデックスと全く同じ構成で現物を保有するので、インデックスへの連動性は高くなる。インデックス構成比率どおりに投資するにはある程度の資産額が必要になる。インデックスの銘柄変更、割合変更の都度売買が発生するので売買コストがかさむ。
抽出法
インデックスを構成する銘柄全てではなく、その一部だけを売買することでインデックスへの連動を目指す方法。完全法と比較して保有銘柄が少ないので売買コストがかかりにくく、資産額が小さくてもファンドを構築しやすい。その一方インデックスと構成銘柄や構成割合が違うことがトラッキングエラーの原因となる。
シンセティック・リプリケーション
現物とデリバティブ取引を組み合わせてインデックスへの連動を目指す方法。銘柄入れ替えや割合の変更で発生する現物株バスケットとインデックスとの乖離部分をデリバティブで埋める手法。

## トラッキングエラー
トラッキングエラーとは、インデックス投資においてインデックスファンドやポートフォリオの値動きが、対象とするインデックスからどれほど乖離しているかを表す指標。ファンドやポートフォリオのリターンとインデックスの値動きの標準偏差であらわされ、インデックスファンドのリスクの指標とされる。
トラッキングエラーの主な要因としては
1. 売買時間の不連続性
2. 売買単位の不連続性
3. 運用費用

が挙げられる。
1. に関しては、構成銘柄の重みの変動やファンドの追加や解約によるキャッシュの移動により、構成銘柄を売買しなければならない場合が発生したとき、理想的には都度売買を繰り返して、理想の構成比率にできればよいが、売買手数料の面から現実には不可能である。よって、ある特定の時期にしか取引しなくなることにより、理想の構成比率から乖離が生じることになる。
2. に関しては、純資産に構成銘柄の重み付けをした場合に銘柄の売買単位に対して端数が生じてしまうことによる。このため、インデックスの重み付けを、そのまま採用する（完全法と呼ぶ）のではなく、ファンドの資産からインデックスとの乖離を少なくするように、銘柄の重み付けを最適化する方法（最適化法と呼ぶ）がよく用いられる。
3. に関しては、実際の運用にかかる費用（売買手数料、信託報酬、税金）がファンドの資産から差し引かれることにより生ずる。この金額に関しては、運用報告書の実績、目論見書によって確認することができる。

## 連動対象の指数の例
インデックスファンドが連動対象とする指数の例として、以下のようなものがある。
- 株価指数
  - 東証株価指数（TOPlX、日本）
  - JPX日経インデックス400（日本）
  - 日経平均株価 (日本)
  - S&P 500（米国)
  - NASDAQ-100（米国）
  - ダウ・ジョーンズ工業株価平均（米国）
  - MSCIコクサイ・インデックス（日本を除く先進国）
  - FTSEカイガイ・インデックス（日本を除く先進国）
- 債券指数
  - FTSE世界国債インデックス（世界）
  - NOMURA-BPl（日本）
  - リーマン・ブラザーズ米国総合インデックス（米国）
- REIT指数
  - S&Pシティグループ・グローバルRElTインデックス（世界）
  - 東証REIT指数（日本）
  - ダウ・ジョーンズ米国不動産指数（米国）
- 商品指数
  - CRB指数
  - ダウ・ジョーンズAlGコモディティ指数